# John Wilcox
Pour les articles homonymes, voir Wilcox.
John Wilcox est un directeur de la photographie anglais, né le 7 mai 1913 à Stoke-on-Trent (Staffordshire), mort le 31 mai 1979  à Torbay (Devon).

## Biographie
Neveu du réalisateur Herbert Wilcox (1892-1977), John Laurence Wilcox est chef opérateur sur cinquante-deux films (majoritairement britanniques, plus quelques films américains ou coproductions) sortis entre 1943 et 1978.
Il travaille aux côtés du réalisateur Freddie Francis sur neuf films, dont L'Empreinte de Frankenstein (1964) et The Ghoul (1975), tous deux avec Peter Cushing.
Il travaille aussi sur Le Serment du chevalier noir de Tay Garnett (1954, avec Alan Ladd et Patricia Medina), Les Daleks envahissent la Terre de Gordon Flemyng (1965, avec Peter Cushing et Bernard Cribbins) et La Vallée perdue de James Clavell (1971, avec Michael Caine et Omar Sharif).
Sur douze films sortis de 1947 à 1976, il assume d'autres fonctions, principalement de chef opérateur pour des prises de vues additionnelles, notamment sur Le Troisième Homme de Carol Reed (1949) et Les Canons de Navarone de J. Lee Thompson (1961).
John Wilcox était membre de la British Society of Cinematographers.

## Filmographie partielle

### Comme directeur de la photographie
- 1943 : The New Lot de Carol Reed
- 1945 : Think It Over de Roy Ward Baker
- 1952 : Le Banni des îles (Outcast of the Islands) de Carol Reed
- 1953 : Les Bérets rouges (The Red Beret) de Terence Young
- 1954 : L'Enfer au-dessous de zéro (Hell Bellow Zero) de Mark Robson
- 1954 : Le Serment du chevalier noir (The Black Knight) de Tay Garnett
- 1955 : Commando sur la Gironde (The Cockleshell Heroes) de José Ferrer
- 1956 : Zarak le valeureux (Zarak) de Terence Young
- 1956 : Safari de Terence Young
- 1958 : Agent secret S.Z. (Carve Her Name with Pride) de Lewis Gilbert
- 1958 : Harry Black et le Tigre (Harry Black) d'Hugo Fregonese
- 1959 : Un brin d'escroquerie (A Touch of Larceny) de Guy Hamilton
- 1959 : Expresso Bongo de Val Guest
- 1959 : La Souris qui rugissait (The Mouse That Roared) de Jack Arnold
- 1960 : Light Up the Sky! de Lewis Gilbert
- 1961 : Mr. Topaze de Peter Sellers
- 1962 : Les Femmes du général (Waltz of the Toreadors) de John Guillermin
- 1962 : On n'y joue qu'à deux (Only Two Can Play) de Sidney Gilliat
- 1962 : Some People de Clive Donner
- 1963 : Vacances d'été (Summer Holiday) de Peter Yates
- 1963 : The King's Breakfast de Wendy Toye
- 1964 : Meurtre par procuration (Nightmare) de Freddie Francis
- 1964 : L'Empreinte de Frankenstein (The Evil of Frankenstein) de Freddie Francis
- 1965 : Dr. Who et les Daleks (Dr Who and the Daleks) de Gordon Flemyng
- 1965 : Hysteria de Freddie Francis
- 1965 : Les Daleks envahissent la Terre (Daleks' Invasion Earth : 2150 A.D.) de Gordon Flemyng
- 1965 : Le Crâne maléfique (The Skull) de Freddie Francis
- 1966 : Judith de Daniel Mann
- 1966 : Poupées de cendre (The Psychopath) de Freddie Francis
- 1967 : Le Dard mortel (The Deadly Bees) de Freddie Francis
- 1968 : Du sable et des diamants (A Twist of Sand) de Don Chaffey
- 1969 : L'Homme le plus dangereux du monde (The Chairman) de J. Lee Thompson
- 1969 : Where's Jack? de James Clavell
- 1970 : Chambres communicantes (Connecting rooms) de Franklin Gollings
- 1971 : La Vallée perdue (The Last Valley) de James Clavell
- 1972 : Femmes en location (Au Pair Girls) de Val Guest
- 1972 : Steptoe and Son de Cliff Owen
- 1973 : The Belstone Fox de James Hill
- 1974 : Mister Killer (Craze) de Freddie Francis
- 1974 : La Légende des sept vampires d'or (The Legend of the 7 Golden Vampires) de Roy Ward Baker
- 1974 : Un dénommé Mister Shatter (Shatter) de Michael Carreras
- 1975 : La Légende du loup-garou (Legend of the Werewolf) de Freddie Francis
- 1975 : The Ghoul de Freddie Francis
- 1978 : Le Chien des Baskerville (The Hound of the Baskervilles) de Paul Morrissey

### Autres fonctions
(comme chef opérateur pour des prises de vues additionnelles, sauf mention contraire)
- 1947 : L'Affaire Macomber (The Macomber Affair) de Zoltan Korda
- 1948 : Anna Karénine (Anna Karenina) de Julien Duvivier (deuxième assistant opérateur)
- 1948 : The Winslow Boy d'Anthony Asquith (cadreur)
- 1949 : Saints and Sinners de Leslie Arliss (chef opérateur de seconde équipe)
- 1949 : Le Troisième Homme (The Third Man) de Carol Reed
- 1950 : Secret d'État (State Secret) de Sidney Gilliat
- 1952 : Le Mur du son (The Sound Barrier) de David Lean (vues aériennes)
- 1961 : Les Canons de Navarone (The Guns of Navarone) de J. Lee Thompson
- 1964 : Mission 633 (633 Squadron) de Walter Grauman
- 1964 : La Baie aux émeraudes (The Moon-Spinners) de James Neilson
- 1967 : Casino Royale de Val Guest et autres
- 1976 : L'aigle s'est envolé (The Eagle Has Landed) de John Sturges (chef opérateur de seconde équipe)

## Note et référence
1. ↑  D'après sa fiche d'état-civil du British Film Institute.